# Joe Besser
Joseph Besser, detto Joe (Saint Louis, 12 agosto 1907 – North Hollywood, 1º marzo 1988), è stato un attore statunitense.

## Filmografia parziale

### Cinema
- Eadie Was a Lady, regia di Arthur Dreifuss (1945)
- Africa strilla (Africa Screams), regia di Charles Barton (1949)
- Donna in fuga (Woman in Hiding), regia di Michael Gordon (1950)
- L'aquila del deserto (The Desert Hawk), regia di Frederick de Cordova (1950)
- La mia legge (I, the Jury), regia di Harry Essex (1953)
- Il re d'Israele (Sins of Jezebel), regia di Reginald Le Borg (1953)
- Abbott and Costello Meet the Keystone Kops, regia di Charles Lamont (1955) - non accreditato
- Flash! Cronaca nera (Headline Hunters), regia di William Witney (1955)
- La signora dalle due pistole (Two-Gun Lady), regia di Richard Bartlett (1955)
- 12 pistole del West (Plunderers of Painted Flats), regia di Albert C. Gannaway (1959)
- Dinne una per me (Say One for Me), regia di Frank Tashlin (1959)
- The Rookie, regia di George O'Hanlon (1959)
- Facciamo l'amore (Let's Make Love), regia di George Cukor (1960)
- Il mattatore di Hollywood (The Errand Boy), regia di Jerry Lewis (1961)
- Scusi, dov'è il fronte? (Which Way to the Front?), regia di Jerry Lewis (1970)

### Televisione

#### Attore
- Gianni e Pinotto (The Abbott and Costello Show) – serie TV, 12 episodi (1952-1953)
- I Married Joan – serie TV (1953)
- Your Favorite Story – serie TV (1954-1955)
- Damon Runyon Theater – serie TV, episodio 1x13 (1955)
- The Eddie Cantor Comedy Theater – serie TV, episodio 1x19 (1955)
- Peter Gunn – serie TV, episodio 3x25 (1961)
- Il padre della sposa (Father of the Bride) – serie TV (1961)
- The Jack Benny Program – serie TV (1954-1961)
- Valentine's Day – serie TV (1965)
- The Joey Bishop Show – serie TV (1962-1965)
- The Danny Thomas Hour – serie TV, episodio 1x04 (1967)
- Quella strana ragazza (That Girl) – serie TV (1968)
- The Mothers-In-Law – serie TV (1968-1969)
- The Good Guys – serie TV (1969)
- Il fantastico mondo di Mr. Monroe (My World and Welcome to It) – serie TV (1969-1970)
- Love, American Style – serie TV (1971-1973)

#### Doppiatore
- Gli Investigatti (1972)
- The New Scooby-Doo Movies (1973)
- La fantastica Jeannie (1973)
- La corsa spaziale di Yoghi (1978)
- Galaxy Goof-Ups (1978)
- Lo squadrone tuttofare (1982)